# وانگ تائو (بازیکن هندبال)
وانگ تائو (انگلیسی: Wang Tao؛ زادهٔ ۱۴ ژوئن ۱۹۵۷) بازیکن زن هندبال اهل چین بود. وی در بازی‌های المپیک تابستانی ۱۹۸۸ و ۱۹۹۶ شرکت کرده‌است.